# Bipiramidă giroalungită
În geometrie bipiramida giroalungită sau antiprisma biaugmentată este un poliedru convex, construit prin alungirea unei bipiramide n-gonale prin inserarea unei antiprisme n-gonale între jumătățile sale (bazele antiprismei șa ale piramidelor trebuie să fie congruente).

## Forme
Există un număr infinit de bipiramide giroalungite. Doi dintre membrii (elementele) acestei mulțimi pot fi construiți în întregime din triunghiuri echilaterale: bipiramida pătrată giroalungită (care este poliedrul Johnson J17) și icosaedrul regulat (care este un poliedru platonic). Deși bipiramida triunghiulară giroalungită poate fi realizată din triunghiuri echilaterale, ea nu este un deltaedru deoarece are fețe coplanare, adică nu este strict convexă. Cu perechi de triunghiuri îmbinate în romburi, acesta poate fi văzută ca un trapezoedru trigonal. Ceilalți membri ai mulțimii pot fi construiți din triunghiuri isoscele.
| n       | 3                                     | 4                                     | 5                                             | 6                               | n                      |
| Tip     | Coplanar                              | Echilateral                           | Regulat                                       | Coplanar                        |                        |
| ------- | ------------------------------------- | ------------------------------------- | --------------------------------------------- | ------------------------------- | ---------------------- |
| Formă   | Bipiramidă triunghiulară giroalungită | Bipiramidă pătrată giroalungită (J17) | pentagonală giroalungită (icosaedru)          | hexagonală giroalungită         | giroalungită           |
| Imagine |                                       |                                       |                                               |                                 |                        |
| Fețe    | 12                                    | 16                                    | 20                                            | 24                              | 4n                     |
| Dual    | Trapezoedru triunghiular trunchiat    | Trapezoedru pătrat trunchiat          | Trapezoedru pentagonal trunchiat (dodecaedru) | Trapezoedru hexagonal trunchiat | Trapezoedre trunchiate |